# وان یوآی
وان یوآی (به انگلیسی: One UI) یک واسط گرافیکی است که توسط سامسونگ الکترونیکس عرضه شده و ادامه دهنده راه تاچ ویز و سامسونگ اکسپرینس می‌باشد. تجربه‌های پیشین سامسونگ باعث طراحی هر چه بهتر این رابط گرافیکی شد تا دارندگان دستگاه‌های این شرکت بتوانند از حداکثر توانایی دستگاه خود استفاده کنند. این رابط کاربری نسبت به نسل‌های قبل خود، یعنی تاچ ویز و سامسونگ اکسپرینس بسیار بهینه تر و جذاب تر شده و برای ارائه شفافیت بیشتر، برخی از عناصر رابط کاربری (یوآی) برای مطابقت با رنگ تلفن کاربر تنظیم شد. وان یوآی اولین بار در کنفرانس توسعه دهندگان سامسونگ در سال ۲۰۱۹ در کنار سامسونگ گلکسی اس۱۰، سامسونگ گلکسی بادز و سامسونگ گلکسی فولد رونمایی شد و اولین بار به عنوان بخشی از به روزرسانی‌های سیستم عامل سامسونگ برای اندروید پای معرفی شد.
هدف اصلی سامسونگ از توسعه وان یوآی، هماهنگی کامل بین سخت‌افزار و نرم‌افزار و ارائه تجربه طبیعی تری در تلفن‌های هوشمند با صفحه نمایش بزرگ اشاره کرد.
یک الگوی طراحی برجسته در بسیاری از برنامه‌های سیستم سامسونگ قرار دادن عمداً ویژگی‌های مشترک و عناصر رابط کاربری در وسط صفحه است نه نزدیک به قسمت بالای صفحه. این کار باعث می‌شود هنگام استفاده از دستگاه با یک دست استفاده از آن آسان‌تر باشد. به همین دلیل، برنامه‌ها از هدرهای بزرگ استفاده می‌کنند تا محتوای اصلی خود را به سمت مرکز عمودی صفحه هدایت کنند. حالت تاریک هم در رابط‌کاربری جای گرفته تا کاربران در زمان شب روی این حالت قرار دهند تا چشمانشان آسیب کمتری ببیند.

## نسخه‌ها

### وان یوآی ۱
وان یوآی ۱ نخستین نسل این رابط کاربری بود که ظاهر کاملاً متفاوتی با سامسونگ اکسپرینس داشت. این نسخه مبتنی بر اندروید ۹ پای بود و به صورت دوره‌ای در ژانویه، فوریه، مارس و آوریل ۲۰۱۹ برای دستگاه‌های سامسونگ گلکسی اس۹، سامسونگ گلکسی نوت ۹، سامسونگ گلکسی اس۸ و سامسونگ گلکسی نوت ۸ عرضه شد. دستگاه‌های دیگر مانند برخی از گوشی‌های سری‌های آ، ام و جی و همچنین سامسونگ گلکسی نوت اف‌ئی نیز پوستهٔ کاربری جدید سامسونگ را دریافت کردند. وان یوآی ۱٫۱ اولین بار به‌طور پیش‌فرض در دستگاه‌های سامسونگ گلکسی اس۱۰ و سامسونگ گلکسی فولد عرضه شد. وان یوآی ۱٫۵ نیز با یک سری تغییرات جزئی به همراه سامسونگ گلکسی نوت ۱۰ عرضه شد.

### وان یوآی ۲
وان یوآی ۲ نسل جدید وان یوآی (بر مبنای اندروید ۱۰) است که تغییرات کوچکی در آن اعمال شده‌است. هدف اصلی سامسونگ از انجام این تغییرات کاهش پیچیدگی‌ها و جلب تمرکز کاربر به فعالیت‌های مهم‌تر است. وان یوآی ۲٫۱ با تغییرات کوچکی همراه با سامسونگ گلکسی اس۲۰ و سامسونگ گلکسی زد فلیپ عرضه شد و به مرور زمان برای دستگاه‌های دیگر سامسونگ نیز عرضه شد. وان یوآی ۲٫۵ که شامل ویژگی‌های جدید برای اپلیکیشن‌هایی چون دوربین و سامسونگ دکس بود با سامسونگ گلکسی نوت ۲۰ آمد.
از جمله ویژگی‌هایی که سامسونگ برای وان یوآی ۲ برشمرده است، می‌توانیم به موارد زیر اشاره کنیم:
- استفادهٔ روزمره ساده

وان یوآی ۲ بسیاری از ایراداتی که در نسل قبلی خود وجود داشت، از بین برده‌است و به کاربر برای انتخاب‌های بهتر کمک می‌کند.
- تمرکز روی موارد مهم

در گوشی‌هایی که به وان یوآی ۲ مجهز هستند، شما روی فعالیتی تمرکز خواهید کرد که برای‌تان مهم‌تر است.
- دستیابی سریع به نیازها

با استفاده از پوسته جدید سامسونگ کاربران سریع‌تر از همیشه به نیازهای خود دسترسی پیدا خواهند کرد.
- دارک مود یا حالت تاریک بهتر

بسیاری از ایرادات موجود در دارک مود وان یوآی ۱ در این نسل از وان یوآی بهبود پیدا کرده‌است.
- امکانات و تغییرات:

1. به‌روز شدن آیکون‌ها
2. عملکرد بهتری گوشی‌های بزرگ
3. رابط کاربری به‌روزتر
4. حالت تاریک بهتر

### وان یوآی ۳
در نسخه سوم رابط کاربری وان یوآی، به غیر از تغییرات در نوتیفیکیشن پنل، تغییرات خاصی در زمینه طراحی ندیده‌است و اغلب قسمت‌های آن، به وان یوآی ۲٫۵ شباهت دارد.
امکان دو بار تپ کردن روی هر قسمت از نمایشگر و خاموش کردن آن، قابلیت دیگری است که در نسخه سوم رابط کاربری One UI شاهد آن هستیم.
حالت Conversation view که در اندروید ۱۱ به این پلتفرم اضافه شده، یکی دیگر از امکانات جدید رابط کاربری سامسونگ است.
در اپلیکیشن دوربین، با قابلیت‌های فوکوس خودکار و کنترلرهای exposure بهبود یافته‌ای روبرو خواهیم بود. امکان شخصی‌سازی صفحه تماس با تصویر یا ویدئوهای دلخواه نیز از جمله قابلیت‌های جدید وان یوآی ۳ به حساب می‌آید.
وان یوآی ۳٫۱ به‌همراه سری گلکسی اس۲۱ منتشر شد و چندین تغییر را با خود به همراه داشت:
1. ادغام فید Google Discover
2. ادغام Google Duo
3. افکت‌های تماس تصویری
4. حذف کردن اطلاعات مکانی (GPS Location) از تصاویر و Private Share
5. ادامه دادن برنامه‌ها روی دیگر دستگاه‌ها
6. محافظ راحتی چشم
7. پاک‌کن اشیاء
8. ویژگی‌های جدید دوربین

### وان یوآی ۴
این نسخه از رابط کاربری وان یوآی بر مبنای اندروید ۱۲ است و برای نخستین بار در ۱۶ نوامبر ۲۰۲۱ و برای دستگاه‌های سامسونگ گلکسی اس۲۱ عرضه شد. وان یوآی ۴٫۱ با کمی بهبود با سامسونگ گلکسی اس۲۲ عرضه شد.
مهم‌ترین تغییرات این نسخه نسبت به نسخه‌های قبلی از این قرار است:
1. پالت رنگی
2. داشبورد حریم خصوصی
3. Pro Photography
4. دارک مود برای کل رابط کاربری
5. ایموجی ترکیبی
6. Extra Dim
7. بهبود عملکرد Bixby Routins

### وان یوآی ۵
در ۱۲ اکتبر ۲۰۲۲ بر پایهٔ اندروید ۱۳ منتشر شد و نخستین بار برای سامسونگ گلکسی اس۲۲ منتشر شد. یکی از مهم تغییرات آن قابلیت غیرفعال کردن ram plus است و آیکن‌های تازه ای با قابلیت شخصی‌سازی آن‌ها اضافه شده‌است
مهم‌ترین ویژگی‌های این نسخه از این قرار است:
1. خارج کردن متن از تصویر
2. شخصی‌سازی صفحهٔ قفل
3. انباشته ویجت‌ها
4. غیرفعال کردن ram plus
5. تغییر رنگ آیکن‌ها

###### وانیوآی ۵٫۱
این نسخه برای سامسونگ گلکسی اس۲۳ معرفی شد.
مهم ترین تغییرات این نسخه از این قرار است:
1. کپی لینک ویرایش اسناد در تماس‌های ویدیویی
2. اتصال یکپارچه‌تر میان گلکسی بوک و گوشی‌های گلکسی
3. دسترسی آسان‌تر به برنامه‌ی Expert RAW
4. بهبود قابلیت Routines
5. پشتیبانی از زبان انگلیسی در قابلیت Text Call بیکسبی

وان یو‌آی ۶
```
این بروزرسانی بر اساس اندروید 14 و نخستین بار در Galaxy S23 معرفی شده است و بر هوش مصنوعی تمرکز دارد.
```

ویژگی‌های کلیدی 6 One UI:
امکانات ویرایش تصویر و ویدیو با هوش مصنوعی:
1. ویرایشگر تصویر: بهبود کیفیت و امکانات جدیدی برای ویرایش تصاویر، از جمله جداسازی اشیاء و انتقال آنها به تصاویر دیگر.
2. ویرایشگر ویدیو: امکانات ویرایش هوشمند ویدیو، از جمله حذف اشیاء و ایجاد جلوه‌های بصری.
3. قابلیت‌های هوش مصنوعی:تولید ویدیو از تصاویر و متن: امکان ایجاد ویدیوهای خلاقانه با استفاده از هوش مصنوعی و تصاویر و متن.
4. ترجمه متن تصویر: امکان ترجمه متن موجود در تصاویر.
5. تبدیل صدا به متن: امکان تبدیل صداهای ضبط شده به یادداشت.
6. تشخیص خودکار زبان در Voice Recorder: تشخیص خودکار زبان و ترجمه صداها.
7. امکانات ظاهری:تصاویر پس زمینه سفارشی: امکان ساخت و استفاده از تصاویر پس زمینه سفارشی.
8. ویجت آب و هوا: ویجت آب و هوا با طراحی جدید و امکانات سفارشی.
9. افکت پرتره در صفحه قفل: امکان استفاده از افکت پرتره برای صفحه قفل.
10. تنظیمات پیشرفته:حالت‌های مختلف برای بهینه‌سازی مصرف باتری: سه حالت مختلف برای بهینه‌سازی مصرف باتری و شارژ.
11. تنظیمات پیشرفته برای هشدارهای گوشی: امکان تنظیم بیشتر هشدارهای گوشی.
12. ویجت‌های جدید برای حالت قفل گوشی: ویجت‌های جدید و کاربردی برای حالت قفل صفحه